# James Avery
James LaRue Avery (Suffolk, 27 novembre 1945 – Glendale, 31 dicembre 2013) è stato un attore statunitense.

## Biografia
Avery nacque il 27 novembre 1945 a Pughsville, Virginia (nell'attuale Suffolk, Virginia), dalla madre Florence J. Avery. Suo padre negò la paternità e non fu inserito nell'atto di nascita. In seguito, Florence trasferì l'adolescente James ad Atlantic City, nel New Jersey, dove frequentò la Atlantic City High School.
Prima di intraprendere la carriera cinematografica, James Avery aveva combattuto nei marines nella Guerra del Vietnam nel 1968-1969, una volta tornato negli Stati Uniti, abbandona la carriera nei marines e si reca a San Diego per cercare fortuna nel mondo della sceneggiatura.
Durante il suo periodo lì vinse un Emmy per la produzione e successivamente ricevette una borsa di studio per l'UC San Diego, dove frequentò il Thurgood Marshall College (all'epoca denominato Third College), conseguendo nel 1976 una laurea in arti, con specializzazione in drammaturgia e letteratura.
È stato un famoso attore della TV statunitense ed è conosciuto soprattutto per aver interpretato Philip Banks nel telefilm Willy, il principe di Bel-Air. È comparso in una puntata de I Jefferson durante un flashback di George Jefferson (Sherman Hemsley). Nel 1986 recita nel film 8 milioni di modi per morire. Nella sua carriera di attore si è aggiudicato un Emmy Awards nel 1993 assieme al cast di Willy, il principe di Bel-Air.
Muore a 68 anni, durante la notte di capodanno del 2013, in un ospedale a Glendale, in California, dove era ricoverato a seguito delle complicazioni di salute dovute a un'operazione chirurgica al cuore.

## Filmografia

### Cinema
- Professione pericolo (The Stunt Man), regia di Richard Rush (1980)
- The Blues Brothers, regia di John Landis (1980)
- Appointment with Fear, regia di Ramsey Thomas, Alan Smithee (1985)
- Fletch - Un colpo da prima pagina (Fletch), regia di Michael Ritchie (1985)
- Oltre ogni limite (Extremities), regia di Robert M. Young (1986)
- Stoogemania: i nuovi fratelli Marx (Stoogemania), regia di Chuck Workman (1986)
- The Ladies Club, regia di Janet Greek (1986)
- 8 milioni di modi per morire (8 Million Ways to Die), regia di Hal Ashby (1986)
- The Eleventh Commandment, regia di Paul Leder (1986)
- Ken il guerriero - Il film (Hokuto no Ken), regia di Toyoo Ashida (1986)
- Misteriose forme di vita (Nightflyers), regia di Robert Collector (1987)
- In tre si litiga meglio (Three for the Road), regia di Bill L. Norton (1987)
- Jake's M.O., regia di Harry Winer (1987)
- Body Count, regia di Paul Leder (1987)
- Deadly Daphne's Revenge, regia di Richard Gardner (1987)
- License to Drive - Licenza di guida (License to Drive), regia di Greg Beeman (1988)
- Shout, regia di Jeffrey Hornaday - voce (1991)
- The Linguini Incident, regia di Richard Shepard (1991)
- Kaan principe guerriero 2 (Beastmaster 2: Through the Portal of Time), regia di Sylvio Tabet (1991)
- La piccola milionaria (Little Miss Millions), regia di Jim Wynorski (1993)
- The Brady Bunch Movie, regia di Betty Thomas (1995)
- Spirit Lost, regia di Neema Barnette (1997)
- Il principe d'Egitto (The Prince of Egypt), regia di Brenda Chapman, Steve Hickner, Simon Wells - voce (1998)
- 12 Bucks, regia di Wayne Isham (1998)
- Out in Fifty, regia di Bojesse Christopher, Scott Anthony Leet (1999)
- After Romeo, regia di Peter Alsop, Ellen Geer (1999)
- Dancing in September, regia di Reggie Rock Bythewood (2000)
- Il dottor Dolittle 2 (Dr. Dolittle 2), regia di Steve Carr (2001)
- Honeybee, regia di Melvin James (2001)
- Chasing Sunsets, regia di Brad Minnich (2001)
- The Guerrero Project, regia di Karuna Eberl (2004)
- Hair Show, regia di Leslie Small (2004)
- Nata per vincere (Raise Your Voice), regia di Sean McNamara (2004)
- Wheelmen, regia di Dirk Hagen (2005)
- Il desiderio più grande (The Third Wish), regia di Shelley Jensen (2005)
- Lethal Eviction, regia di Michael Feifer (2005)
- Danika, regia di Ariel Vromen (2006)
- Think Tank, regia di Brian Petersen (2006)
- Restraining Order, regia di Reggie Gaskins (2006)
- Divine Intervention, regia di Van Elder (2007)
- Who's Your Caddy?, regia di Don Michael Paul (2007)
- Steppin: The Movie, regia di Michael Taliferro (2009)
- The Grind, regia di Jhon Doria (2010)
- Per amore o per interesse (Let the Game Begin), regia di Amit Gupta (2010)
- Valediction, regia di Dustin Kahia (2011)
- Directors on Directing 2: The Story of the Storytellers, regia di Jamel Wade (2012)
- Wish I Was Here, regia di Zach Braff (2014)

### Televisione
- I Jefferson (The Jeffersons) - serie TV, episodio 10x10 (1983)
- Bravo Dick (Newhart) - serie TV, episodio 1x19 (1983)
- I predatori dell'idolo d'oro (Tales of the Gold Monkey) - serie TV, episodio 1x14 (1983)
- Antony and Cleopatra, regia di Lawrence Carra - film TV (1983)
- Hazzard (The Dukes of Hazzard) - serie TV, episodio 7x07 (1984)
- Ken il Guerriero (Hokuto no Ken) - serie TV - voce di Fang nella versione inglese (1984)
- Webster - serie TV, episodio 2x01 (1984)
- Going Bananas - serie TV, numero episodi sconosciuto (1984)
- Hardcastle & McCormick (Hardcastle and McCormick) - serie TV, episodio 1x23 (1984)
- Legmen - serie TV, episodio 1x04 (1984)
- Hill Street giorno e notte (Hill Street Blues) - serie TV, episodi 4x11-4x12-4x13 (1984)
- Simon & Simon - serie TV, episodi 2x22-3x20 (1983-1984)
- Moonlighting - serie TV, episodio 2x10 (1985)
- A-Team - serie TV, episodio 4x06 (1985)
- George Burns Comedy Week - serie TV, episodio 1x07 (1985)
- Top Secret (Scarecrow and Mrs. King) - serie TV, episodio 2x22 (1985)
- Gioco tragico (Kicks), regia di William Wiard - film TV (1985)
- New York New York (Cagney & Lacey) - serie TV, episodi 4x16-4x17 (1985)
- A cuore aperto (St. Elsewhere) - serie TV, episodio 3x17 (1985)
- Il falco della strada (Street Hawk) - serie TV, episodio 1x01 (1985)
- Space - miniserie TV (1985)
- Brothers - serie TV, episodi 1x02-2x18 (1984-1985)
- Amen - serie TV, 5 episodi (1986-1989) - Rev. Crawford
- Disneyland - serie TV, episodio 31x09 (1986)
- Project Condor (Condor), regia di Virgil W. Vogel - film TV (1986)
- Lotta per la vita (Samaritan: The Mitch Snyder Story), regia di Richard T. Heffron - film TV (1986)
- Storie incredibili (Amazing Stories) - serie TV, episodio 1x21 (1986)
- Chuck Norris: Karate Kommandos - serie TV (1986)
- Rambo - serie TV, 65 episodi - voce (1986) - Turbo
- Due come noi (Jake and the Fatman) - serie TV, episodio 1x02 (1987)
- I cacciatori del tempo (Timestalkers), regia di Michael Schultz - film TV (1987)
- Sonny Spoon - serie TV, episodio 2x02 (1988)
- Heart and Soul, regia di John Pasquin - film TV (1988)
- Avvocati a Los Angeles (L.A. Law) - serie TV, 9 episodi (1988-1992) - Judge Michael Conover
- 227 - serie TV, episodio 3x22 (1988)
- Dallas - serie TV, episodio 11x21 (1988)
- La bella e la bestia (Beauty and the Beast) - serie TV, 4 episodi (1988) - Winslow
- The More You Know - serie TV (1989)
- Un minuto a mezzanotte (Turn Back the Clock), regia di Larry Elikann - film TV (1989)
- Tutti al college (A Different World) - serie TV, episodio 3x04 (1989)
- Roe vs. Wade, regia di Gregory Hoblit - film TV (1989)
- Full Exposure: The Sex Tapes Scandal, regia di Noel Nosseck - film TV (1989)
- La famiglia Hogan (Valerie) - serie TV, episodi 2x18-5x06 (1987-1989)
- The Real Ghostbusters - I veri acchiappafantasmi (The Real Ghost Busters) - serie TV, episodi 1x02-5x05-5x07 - voce (1986-1989)
- Dedicato a mia figlia (To My Daughter), regia di Larry Shaw - film TV (1990)
- Capital News, regia di Allan Arkush - film TV (1990)
- Giudice di notte (Night Court) - serie TV, episodio 7x15 (1990)
- FM - serie TV, 1 episodio (1989-1990)
- Willy, il principe di Bel Air (The Fresh Prince of Bel-Air) - serie TV, 141 episodi (1990-1996) - Philip Banks
- Teenage Mutant Ninja Turtles: Planet of the Turtleoids, regia di Bill Wolf - film TV - voce (1991)
- The Legend of Prince Valiant - serie TV, 65 episodi (1991-1994) - Sir Bryant
- Reading Rainbow - serie TV, episodio 9x05 - voce (1992)
- Roc - serie TV, episodio 2x11 (1992)
- 8 sotto un tetto (Family Matters) - serie TV, episodio 5x12 (1993)
- Ebony/Jet Showcase - serie TV, (1993)
- Attacco all'America (Without Warning: Terror in the Towers), regia di Alan J. Levi - film TV (1993)
- Tartarughe Ninja alla riscossa (Teenage Mutant Ninja Turtles) - serie TV, 112 episodi - voce di Shredder (1987-1993)
- Aladdin - serie TV, 11 episodi - voce (1994) - Haroud Hazi Bin
- La mia rivale (A Friend to Die For), regia di William A. Graham - film TV (1994)
- Hart to Hart: Old Friends Never Die, regia di Peter H. Hunt - film TV (1994)
- The American Experience - serie TV, episodi 5x10-7x04 (1993-1994)
- Iron Man - serie TV, 10 episodi (1994-1995) (voce)
- Murder One - serie TV, episodio 1x05 (1995)
- ABC Weekend Specials - serie TV, episodio 15x05 - voce (1995)
- Sparks - serie TV, 40 episodi (1996-1998)
- Una giungla di stelle per capitan Simian (Captain Simian & The Space Monkeys) - serie TV, episodi 1x07-1x08 - voce (1996)
- Gargoyles - Il risveglio degli eroi - serie TV, episodio 2x33 - voce (1996)
- Duckman: Private Dick/Family Man - serie TV, episodi 1x09-3x16 - voce (1994-1996)
- Going Places - serie TV (1997)
- Extreme Ghostbusters - serie TV, episodio 1x16 - voice di Danny (1997)
- Happily Ever After: Fairy Tales for Every Child - serie TV, episodio 1x38 - voce (1997)
- La famiglia della giungla (The Wild Thornberrys) - serie TV, episodio 1x10 - voce (1998)
- Una fortuna da cani (You Lucky Dog), regia di Paul Schneider – film TV (1998)
- The Advanced Guard, regia di Peter Geiger - film TV (1998)
- In the House - serie TV, episodi 2x14-4x22 (1996-1998)
- In tribunale con Lynn (Family Law) - serie TV, episodio 1x02 (1999)
- Tris di cuori (For Your Love) - serie TV, episodio 2x19 (1999)
- King's Pawn, regia di Peter Baldwin - film TV (1999)
- Mr. Chapel (Vengeance Unlimited) - serie TV, episodio 1x15 (1999)
- Bull - serie TV, 1 episodio (2000)
- CSI: Scena del crimine (CSI: Crime Scene Investigation) - serie TV, episodio 1x09 (2000)
- Due ragazzi e una ragazza (Two Guys, a Girl and a Pizza Place) - serie TV, episodio 4x10 (2000)
- Intimate Portrait - serie TV, episodio 1x229 (2000)
- One World - serie TV, episodio 3x01 (2000)
- Pepper Ann - serie TV, episodi 3x03-5x11-5x13 - voce (1999-2000)
- The Proud Family - serie TV, episodio 1x06 - voce (2001)
- La leggenda di Tarzan (The Legend of Tarzan) - serie TV, episodi 1x07-1x08-1x31 (2001)
- Epoch, regia di Matt Codd. - film TV (2001)
- Squadra Med - Il coraggio delle donne (Strong Medicine) - serie TV, episodio 1x21 (2001)
- The Jamie Foxx Show - serie TV, episodio 5x12 (2001)
- Nancy Drew, regia di James Frawley - film TV (2002)
- Giudice Amy (Judging Amy) - serie TV, episodio 4x07 (2002)
- Philly - serie TV, episodio 1x16 (2002)
- Dharma & Greg - serie TV, episodi 4x02-5x18 (2000-2002)
- Pet Star - serie TV, episodi 2x06-2x08 (2003)
- All About the Andersons - serie TV, episodio 1x07 (2003)
- Crossing Jordan - serie TV, episodio 2x16 (2003)
- Reba - serie TV, episodio 2x17 (2003)
- Soul Food - serie TV, episodio Walter Carter (4 episodi 2001-2003)
- The Division - serie TV, 9 episodi (2002-2003)
- Raven (That's So Raven) - serie TV, episodio 3x03 (2004)
- Girlfriends - serie TV, episodio 5x05 (2004)
- NYPD - New York Police Department (NYPD Blue) - serie TV, episodio 12x03 (2004)
- Streghe (Charmed) - serie TV, episodio 7x01 (2004)
- That '70s Show - serie TV, episodi 6x09-6x10-6x17 (2004)
- All of Us - serie TV, episodi 1x11-2x08 (2003-2004)
- The Closer - serie TV, 11 episodi (2005-2007) - Dr. Crippen
- The New American Sportsman - serie TV (2005)
- A History of Black Achievement in America - serie TV (2005)
- A casa di Fran (Living with Fran) - serie TV, episodio 2x04 (2005)
- Star Trek: Enterprise (Star Trek: Enterprise) - serie TV, episodio 4x15-4x16 (2005)
- Tutto in famiglia (My Wife and Kids) - serie TV, episodio 5x13 (2005)
- A Christmas Wish, regia di Lawrence 'Law' Watford - cortometraggio (2005)
- Nobody's Watching, regia di Gail Mancuso - film TV (2006)
- Take 3, regia di Georgette Hayden - film TV (2006)
- The Singing Bee - serie TV, episodio 2x18 (2007)
- Eli Stone - serie TV, episodio 1x04 (2008)
- Antonia Pantoja ¡Presente!, regia di Lillian Jiménez (2008)
- Live with It, regia di Jaime Gómez - cortometraggio (2008)
- His Good Will, regia di Cayman Grant - cortometraggio (2008)
- Catch 21 - serie TV (2009)
- Sherri - serie TV, 4 episodi (2009) - Redmond
- The Brian McKnight Show - serie TV, episodio 1x18 (2010)
- Not Your Time, regia di Jay Kamen - cortometraggio (2010)
- The Problem Solverz - serie TV, episodio 1x06 - voce (2011)
- Things We Do for Love - serie TV, episodi 1x01-1x02-1x05 (2011)
- Harry's Law - serie TV, episodio 2x14 (2012)
- Grey's Anatomy - serie TV, episodio 8x17 (2012)
- Febbre d'amore - soap opera, 1 puntata (2012)
- Nel labirinto del serial killer (Hunt for the Labyrinth Killer), regia di Hanelle M. Culpepper - film TV (2013)

### Produttore
- The Guerrero Project, regia di Karuna Eberl - produttore esecutivo (2004)

### Altro
- Quincy Jones... The First 50 Years, regia di Jeff Margolis - documentario (1998)
- Biography - documentario (2003)

## Doppiatori italiani
Nelle versioni in italiano delle opere in cui ha recitato, James Avery è stato doppiato da:
- Alessandro Rossi in Fletch - Un colpo da prima pagina, La piccola milionaria, Una fortuna da cani
- Carlo Sabatini in Willy, il principe di Bel-Air, Tutto in famiglia
- Fabrizio Temperini in NYPD - New York Police Department, Star Trek - Enterprise
- Paolo Buglioni in License to Drive - Licenza di guida, Grey's Anatomy
- Saverio Moriones in Storie incredibili
- Renato Mori in CSI - Scena del crimine
- Enrico Maggi ne I Jefferson
- Glauco Onorato in Top Secret
- Mario Bombardieri in Dharma e Greg
- Massimo Corvo in La bella e la bestia
- Sandro Sardone in 8 milioni di modi per morire
- Dario De Grassi in Eli Stone
- Vittorio Di Prima in La mia rivale
- Stefano Mondini in The Closer
- Saverio Indrio in Raven

Da doppiatore è sostituito da:
- Marco Balzarotti in Tartarughe Ninja alla riscossa
- Maurizio Romano in Spiderman
- Fabrizio Temperini in Iron Man
- Roberto Colombo in Rambo
- Tony Fuochi in Una giungla di stelle per capitan Simian
- Stefano Albertini in Principe Valiant